# Bathygnathia bathybia
Bathygnathia bathybia är en kräftdjursart som först beskrevs av Frank Evers Beddard 1886.  Bathygnathia bathybia ingår i släktet Bathygnathia och familjen Gnathiidae. Inga underarter finns listade i Catalogue of Life.